# Нассау Ветеранз Мемориал Колизеум
«Нассау Ветеранз Мемориал Колизеум» (англ. Nassau Veterans Memorial Coliseum), также Nassau Coliseum или просто Сoliseum — крытый многофункциональный комплекс в Юниондейле в штате Нью-Йорк, США. Открыт в 1972 году. Площадь — 250 000 м². Используется для проведения концертов, крупных выставок и шоу различных видов. Домашняя арена клуба НХЛ «Нью-Йорк Айлендерс» с 1972 по 2015 годы и с 2018 по 2021 годы.
Также здесь проходили концерты «Pink Floyd» (февраль 1980) и Дэвида Боуи (1976).